# Julius Scheiner

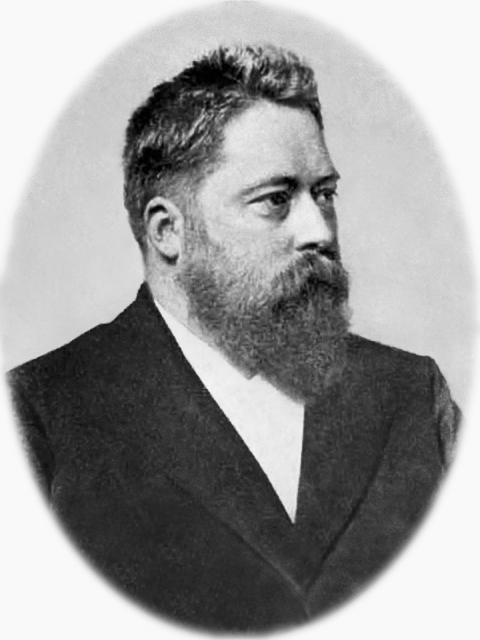
Julius Scheiner

Julius Scheiner (* 25. November 1858 in Köln; † 20. Dezember 1913 in Potsdam) war ein deutscher Astrophysiker.

## Leben

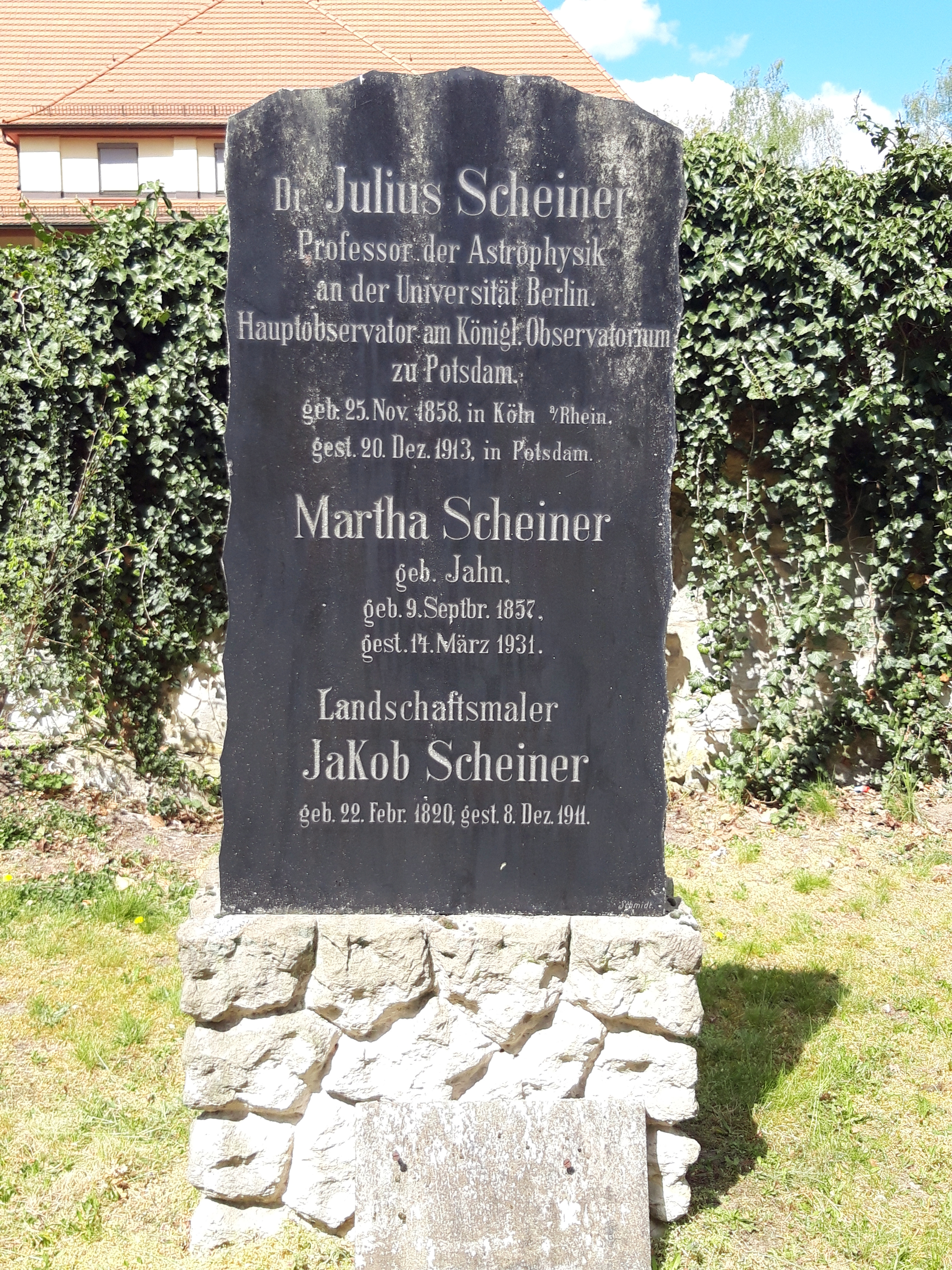
Grab von Dr. Julius Scheiner auf dem Alten Friedhof Potsdam, April 2020

Nach dem Abitur 1878 studierte Scheiner, Sohn des Kölner Landschaftsmalers Jakob Scheiner, in Bonn Mathematik und Naturwissenschaften, 1882 promovierte er über Untersuchungen über den Lichtwechsel Algols nach den Mannheimer Beobachtungen von Eduard Schönfeld in den Jahren 1869 bis 1875. Bereits seit 1881 war er als Assistent an der Bonner Sternwarte tätig, ab 1887 am Astrophysikalischen Observatorium Potsdam, wo er 1894 zum ständigen Mitarbeiter und 1898 zum Hauptobservator ernannt wurde. 1893 erhielt er von der Universität Berlin den Professorentitel, 1894 eine außerordentliche Professur.
Scheiners Bedeutung lag auf praktischem Gebiet, er entwickelte die nach ihm benannte Methode des Scheinerns oder Einscheinerns, bei der zwecks präziser Himmelsbeobachtung die Rektaszensionsachse (Polachse) der Montierung astronomischer Instrumente genau parallel zur Rotationsachse der Erde ausgerichtet wird. Einige Bekanntheit erreichte Scheiner auch durch populärwissenschaftliche Vorträge und Publikationen wie Die Spectralanalyse der Gestirne (Leipzig 1890), Der Bau des Weltalls (Leipzig 1901, 4. Auflage 1920) oder Populäre Astrophysik (Leipzig und Berlin 1908, 2. Auflage 1912) oder durch zahlreiche Aufsätze in Zeitschriften und Zeitungen.
Er starb 1913 in Potsdam und ist dort auf dem Alten Friedhof beigesetzt.

## Schriften
- Die Spectralanalyse der Gestirne. Leipzig 1890.[2][3]
- Untersuchungen über die Spectra der helleren Sterne nach photographischen Aufnahmen. 1895.[3]
- Der Bau des Weltalls. 1901.[3]
- Populäre Astrophysik. B. G. Teubner, Leipzig/Berlin 1908.[4][3]
- Spektralanalytische und photometrische Theorien. 1909.[3]

## Siehe auch

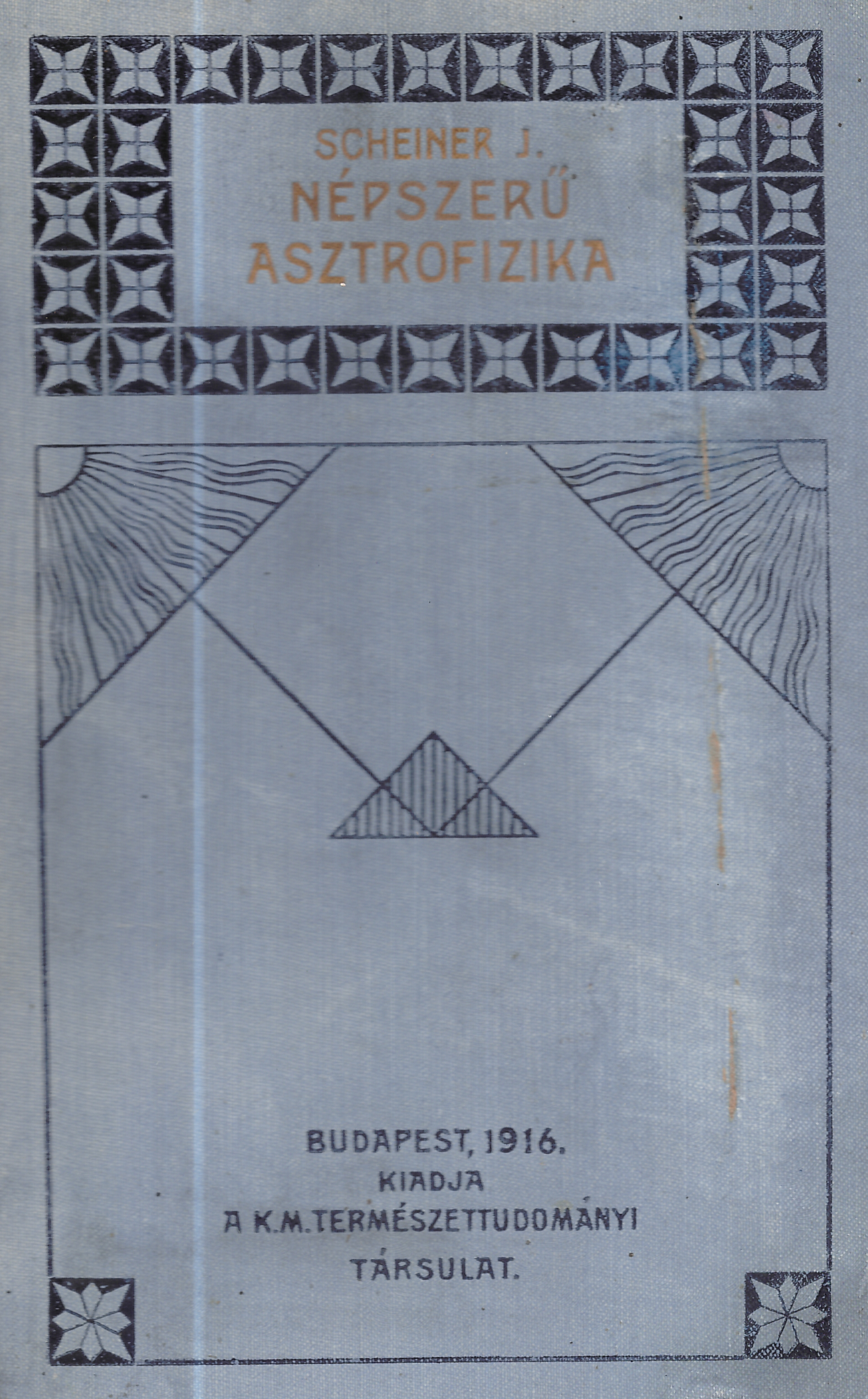
Populäre Astrophysik (Ungarische Ausgabe, Budapest, 1916)